# Per Södermark
Johan Per Södermark, född den 5 juni 1822 i Mossebro, i Mölltorps socken, i närheten av Karlsborg, Skaraborgs län, död den 16 november 1889 i Stockholm, var en svensk underlöjtnant, målare, tecknare och litograf.

## Familj och utbildning
Per Södermark var son till överstelöjtnanten Olof Södermark och Maria Charlotta Hazelius och från 1855 gift med Anna Maria Örtenblad samt far till ämbetsmannen Per Södermark. Han följde i sin fars fotspår och utbildade sig först till arméofficer och blev underlöjtnant 1843 men avgick ur aktiv tjänst 1848 för att ta definitivt avsked 1855. Han fick sin grundläggande utbildning till konstnär från sin far och fortsatte därefter studierna vid Konstakademien där han utnämndes till agré 1848. Södermark blev 1874 ledamot av Kungliga Akademien för de fria konsterna.

## Konstnärskap

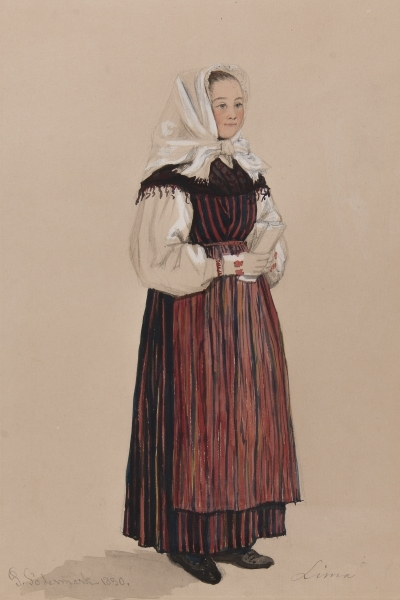
Lima. Kvinna i dräkt. Akvarell från 1850 av Per Södermark.

Efter sin studietid vid akademin företog han studieresor till Frankrike och Italien 1845–1848 men återvände till Sverige vid faderns bortgång för att överta dennes ateljé. Han följde sin fars konstnärliga stil och försörjde sig till en början genom att måla porträtt och kopior av sin pappas målningar. Efter att han genomförde några studieresor till Düsseldorf 1852–1854 och studier för Thomas Couture i Paris 1855–1856 blev det en nyorientering i hans konst men utan att nå upp till faderns klara realism. Hans konst var ytterst omsorgsfullt målad men med en något torr realistisk stil, men trots detta lyckades han till en viss mån axla faderns plats som porträttmålare för societeten. Vid sidan av sitt porträttmåleri utförde han en del litografier med motiv huvudsakligen från Italien som han donerade till Nationalmuseum 1868.
Till hans bästa verk hör porträtt av Henning Hamilton, överintendenterna Mikael Gustaf Anckarsvärd (1850) och Fritz von Dardel (1878) samt målarna Nils Blommér (1848) och Albert Theodor Gellerstedt (1884). Han utförde även genrer och landskap.

### Utställningar
Förutom utställningarna på Konstakademien medverkade han på akademiutställningen på Charlottenborg i Köpenhamn 1851 och de nordiska konstutställningarna i Köpenhamn 1872, 1883 och 1888. Sporadiskt medverkade han även i Konstföreningen i Stockholm utlottningsutställningar i Stockholm och 1891 visade Konstföreningen verk av Södermark, Gustaf Wilhelm Palm, Carl Gustaf Hellqvist och Carl Flodman på Blanchs konstsalong.

## Representerad
Förutom en rad av kyrkoherdeporträtt vid flera Stockholmskyrkor samt vid ett flertal vetenskapliga och administrativa institutioner runtom i Sverige är Södermark representerad vid bland annat
Göteborgs konstmuseum
Nationalmuseum, Kulturen
Nordiska museet (bland annat akvareller föreställande folkdräkter), Länsmuseet Gävleborg
Göteborgs stadsmuseum, Malmö museum, Vetenskapsakademiens porträttsamling, Norrköpings konstmuseum och Ateneum
- Vid Riddarhuset i Stockholm är han representerad med porträtt av Henning Hamilton och vid Konstakademien i Stockholm med porträtt av Mikael Gustaf Anckarsvärd (1850), Fritz von Dardel (1878), Nils Blommér (1848) och Albert Theodor Gellerstedt (1884);

Ett porträtt i olja som föreställer Per Södermark är utfört 1850 av Mikael Gustaf Anckarsvärd finns på Konstakademien i Stockholm. och ett barndomsporträtt utfört av Emelie von Walterstorff finns vid Nordiska museet.